# Borzicactus plagiostoma
Borzicactus plagiostoma es una especie de planta suculenta perteneciente al género Borzicactus, dentro de la familia Cactaceae. Es endémica de Perú.

## Descripción

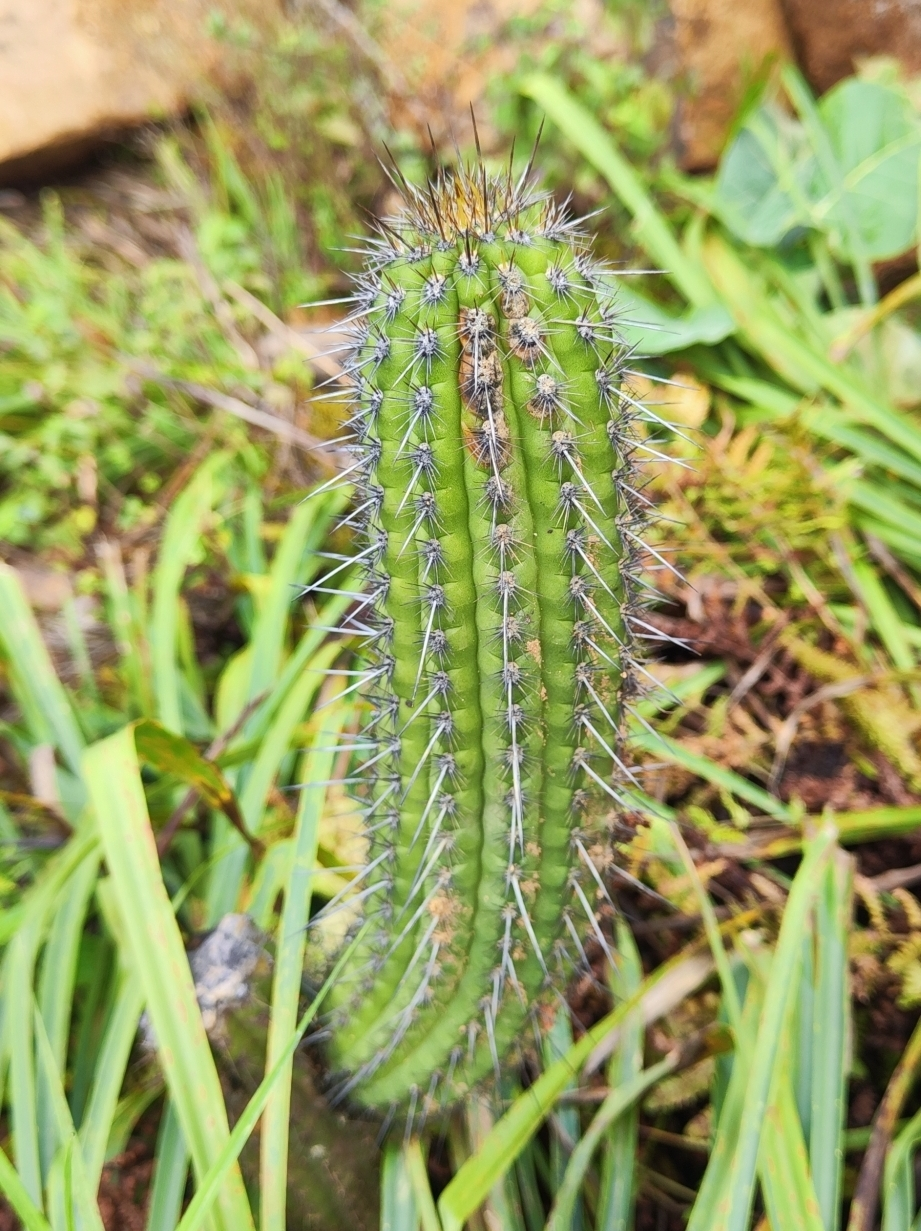
Planta en su hábitat

Borzicactus plagiostoma es una especie de cactus de crecimiento arbustivo, con tallos verticales a ascendentes que se ramifican en la base. Pueden alcanzar alturas de hasta 1,5 m y diámetros de 5 a 7 cm.
Presentan de 10 a 15 costillas bajas y onduladas, que se dividen en tubérculos mediante surcos. En ellos se sitúan las areolas, las cuales están muy próximas entre sí, con espinas rectas de color negro. Tienen de 1 a 5 espinas centrales que miden de 1 a 3 cm de largo y de 12 a 16 espinas marginales que miden de 4 a 7 mm de largo. 

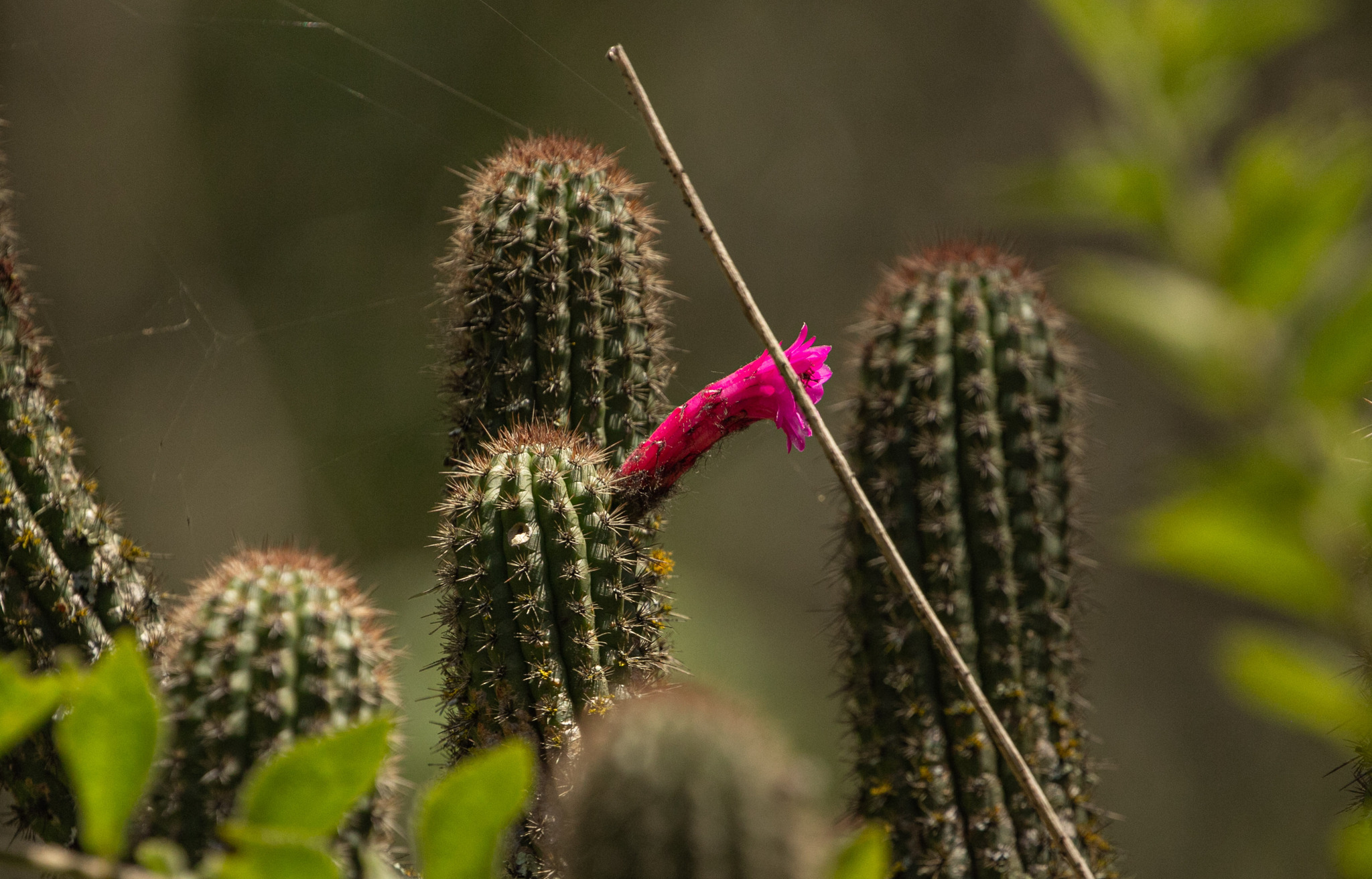
Planta en flor

Las flores son tubulares, con los bordes torcidos, y de color púrpura intenso. Son algo cigomorfas y miden hasta 8 cm de largo.

## Distribución y hábitat
El área de distribución nativa de esta especie es Perú y crece principalmente en biomas desérticos o de matorrales secos, a altitudes de 2000 a 2200 m sobre el nivel del mar.

## Taxonomía
La primera descripción de esta especie fue como Cereus plagiostoma, publicada en 1913 por el botánico alemán Friedrich Karl Johann Vaupel en la revista científica Botanische Jahrbücher für Systematik, Pflanzengeschichte und Pflanzengeographie 111: 20.
Más tarde, los botánicos estadounidenses Nathaniel Lord Britton y Joseph Nelson Rose trasladaron la especie al género Borzicactus, por lo que pasó a llamarse Borzicactus plagiostoma. Registraron estos cambios en el libro The Cactaceae; descriptions and illustrations of plants of the cactus family 2: 163, publicado en 1920.
Etimología
- Borzicactus: nombre genérico formado a partir del prefijo borzi- (que hace referencia al botánico Antonino Borzì (1852-1921), director del jardín botánico de Palermo) y kaktos (que significa ‘cardo’ o ‘planta espinosa’), en alusión al cuerpo esférico y espinoso que presentan las especies de este género.[4]
- plagiostoma: epíteto específico que deriva de las palabras griegas plagios (que significa 'torcido') y stoma (que significa 'boca') haciendo referencia a la morfología de las flores de la especie.[5]

## Usos
Se cultiva principalmente como planta ornamental y su propagación se realiza normalmente a través de esquejes o semillas.